# Antanartia mauritiana
Antanartia mauritiana är en fjärilsart som beskrevs av Manders 1907. Antanartia mauritiana ingår i släktet Antanartia och familjen praktfjärilar. Inga underarter finns listade i Catalogue of Life.